# Силы обороны Зимбабве

Флаг Вооружённых сил Зимбабве

Силы обороны Зимбабве (англ. Zimbabwe Defence Forces, шона Mauto eZimbabwe) — военная организация Республики Зимбабве, предназначенная для защиты свободы, независимости и территориальной целостности государства. Состоят из сухопутных войск, военно-воздушных сил и республиканской полиции.

## История
Личный состав вооружённых сил Зимбабве принимает участие в миротворческих операциях ООН (потери Зимбабве во всех миротворческих операциях с участием страны составили 19 человек погибшими).

## Общие сведения
| Силы обороны Зимбабве                                           | Силы обороны Зимбабве |
| --------------------------------------------------------------- | --- |
| Виды вооружённых сил:                                           | Национальная армия Зимбабве (англ. Zimbabwe National Army (ZNA)); Воздушные силы Зимбабве (англ. Air Force of Zimbabwe (AFZ)); Республиканская полиция Зимбабве (англ. Zimbabwe Republic Police (ZRP)).(по данным на 2009 год) |
| Призывной возраст и порядок комплектования:                     | Вооружённые силы Зимбабве комплектуются на основании закона о всеобщей воинской повинности, гражданами Зимбабве в возрасте 18—24 лет; возможно прохождение службы женщинами . (по данным на 2010 год)                          |
| Человеческие ресурсы, доступные для воинской службы:            | мужчины в возрасте 16—49: 2 616 051 женщины в возрасте 16—49: 2 868 376 (2010 оценочно) |
| Человеческие ресурсы, пригодные для воинской службы:            | мужчины в возрасте 16—49: 1 528 166 женщины в возрасте 16—49: 1 646 041 (2010 оценочно) |
| Человеческие ресурсы, ежегодно достигающие призывного возраста: | мужчины: 154 870 женщины: 152 550 (2010 оценочно) |
| Военные расходы — процент от ВВП:                               | 3.8 % (по данным на 2009 год), 27 место в мире |

### Бюджет
Военный бюджет — 60 млн долларов США (2005).
Военный бюджет — 155 млн долларов США (2006).

### Численность
При населении 12,236 млн человек (чел.), в составе регулярных вооруженных сил (ВС) (включают в себя сухопутные войска и ВВС) насчитывается около 29 тыс. чел. Кроме того, имеются военизированные формирования, — 21,8 тыс. чел.; в том числе Зимбабвийская республиканская полиция — 19,5 тыс. чел. и полицейские части поддержки (огневой) — 2,3 тыс. чел.. Мобилизационные ресурсы 3,1 млн чел. в том числе годных к военной службе 1,9 млн. Особую военно-политическую роль играет 30-тысячная Зимбабвийская ассоциация ветеранов национально-освободительной войны.

## Состав вооружённых сил

### Сухопутные войска
Сухопутные войска Зимбабве (численность — около 25 тыс. чел.) включают 2 бригады — президентской гвардии (3 батальона) и артиллерийскую (артиллерийский и зенитно-артиллерийский полки), а также 6 кадрированных бригад — в том числе 5 штабов пехотных бригад и штаб механизированной бригады. В составе кадрированных бригад 16 батальонов: 15 пехотных и механизированный. Кроме этого, имеются отдельные батальоны парашютный и коммандос (специального назначения) и 2 отдельных инженерных полка.
На вооружении сухопутных войск Зимбабве состоит 40 средних танков китайского производства «59» (Тип 59) и «69» (Тип 69), 90 БМТВ EE-9 Cascavel бразильского производства (эти БМТВ часто классифицируются также, как БРМ или бронеавтомобили), 35 БРДМ, 85 БТР, 36 буксируемых орудий полевой артиллерии, 146 миномётов калибра 82 и 120 мм, 76 РСЗО, 215 ЗАУ и 17 ПЗРК «Стрела-2».

### Военно-воздушные силы
Численность военно-воздушных сил республики около 4 тыс. чел.
Организационно они сведены в три авиабазы: Manyame (в районе г. Хараре), Thornhill (г. Гверу, здесь базируется истребительная авиация) и так называемую «полевую авиабазу» (включает в себя наземные силы ПВО ВВС). Тактическими единицами авиации ВВС Зимбабве являются 7 эскадрилий: истребительная, 2 истребительно-бомбардировочные, разведывательная, транспортная и 2 вертолетные (перечислены только строевые эскадрильи).
Авиапарк ВВС Зимбабве состоит из 72 самолётов (в том числе 53 боевых и учебно-боевых): 4 F-7(экспортный вариант китайского истребителя J-7, в свою очередь являющегося копией советского/российского МиГ-21), 3 МиГ-23, 14 Cessna/Сессна Model 337 Super Skymaster/Супер Скаймастер, 5 Hawk/Хок Mk.60, 6 К-8 Karakorum, 22 SF.260W Warrior, 6 BN2 Defender/Дефендер, 11 C-212-200 Aviocar, 1 Ил-76; и 38 вертолётов: 10 AB412 Grifone, 4 AS 532UL Cugar, 24 SA 319 Alouette III/Алуэтт III.